# Walentynów (powiat lipski)
Walentynów – wieś sołecka w Polsce, położona w województwie mazowieckim, w powiecie lipskim, w gminie Lipsko, przy drodze krajowej nr 79.
| SIMC    | Nazwa            | Rodzaj     |
| ------- | ---------------- | ---------- |
| 0627970 | Daniszów         | przysiółek |
| 0627986 | Kolonia Daniszów | część wsi  |
| 0628448 | Lisiny           | część wsi  |
| 0628454 | Podpora          | część wsi  |
| 0628460 | Ratunek          | część wsi  |

W latach 1975–1998 miejscowość należała administracyjnie do województwa radomskiego.
Wierni Kościoła rzymskokatolickiego należą do parafii Świętej Trójcy w Lipsku.